# Kristýna Horská
Kristýna Horská (* 30. September 1997 in Prag) ist eine tschechische Schwimmerin. Sie gewann bis 2024 bei Europameisterschaften einmal Gold auf der 50-Meter-Bahn und einmal Silber auf der 25-Meter-Bahn.

## Sportliche Karriere
Kristýna Horská erreichte bei den Junioreneuropameisterschaften 2013 das Finale über 200 Meter Lagen und belegte den achten Platz. 2015 gewann sie über die gleiche Distanz ihren ersten tschechischen Meistertitel. 2016 erreichte sie über 200 Meter Lagen das Halbfinale bei den Europameisterschaften in London und schied dann als Zwölfte aus. Im Jahr darauf schwamm sie auch bei der Universiade ins Halbfinale. Ende 2017 erreichte Horská erstmals ein internationales Finale, als sie über 200 Meter Lagen Sechste bei den Kurzbahneuropameisterschaften in Kopenhagen wurde. Für die Medaillenränge fehlten ihr mehr als anderthalb Sekunden.
2018 schied Horská bei den Europameisterschaften in Glasgow als 13. im Halbfinale über 200 Meter Lagen aus. Auch bei den Kurzbahnweltmeisterschaften in Hangzhou verfehlte sie als 13 der Vorläufe den Finaleinzug. 2019 gewann Horská bei den tschechischen Meisterschaften sowohl über 200 Meter Lagen als auch über 200 Meter Brust. Bei der Universiade 2019 wurde sie Achte über 200 Meter Lagen. Ebenfalls Achte wurde sie bei den Kurzbahneuropameisterschaften in Glasgow.
Wegen der COVID-19-Pandemie wurden die für 2020 geplanten Meisterschaften nach 2021 verschoben. Bei den Europameisterschaften in Budapest im Mai 2021 wurde Horská im Halbfinale über 200 Meter Brust 13. mit anderthalb Sekunden Rückstand auf die Finalteilnahme. Zwei Monate später bei den Olympischen Spielen in Tokio fanden zunächst die Vorläufe in der 4-mal-100-Meter-Freistilstaffel statt. Barbora Seemanová, Kristýna Horská, Barbora Janíčková und Anika Apostalon belegten den 14. Platz unter 15 Staffeln. Über 200 Meter Lagen erreichte Horská als 16. der Vorläufe gerade noch das Halbfinale, dort schwamm sie ebenfalls die 16. Zeit. Über 200 Meter Brust fehlte Horská als 19. der Vorläufe eine Dreiviertelsekunde zum Einzug ins Halbfinale, obwohl sie in 2:25,03 Minuten neuen tschechischen Landesrekord schwamm. Im November 2021 fanden die Kurzbahneuropameisterschaften in Kasan statt. Horská wurde Siebte über 400 Meter Lagen. Über 200 Meter Brust verfehlte sie als Vierte die Medaillenränge um 0,2 Sekunden. Über 200 Meter Lagen schlug sie als Fünfte an. Einen Monat später fanden in Abu Dhabi die Kurzbahnweltmeisterschaften 2021 statt. Horská erreichte das Finale über 200 Meter Brust und belegte den achten Platz.
Horskás beste Platzierung bei den Weltmeisterschaften 2022 in Budapest war der 15. Platz im Halbfinale über 200 Meter Brust. Wegen der zahlreichen Verschiebungen im internationalen Terminkalender fanden die Europameisterschaften in Rom zwei Monate nach den Weltmeisterschaften statt. Über 200 Meter Brust wurde Horská Fünfte mit fast zwei Sekunden Rückstand auf den Bronzerang. Über 200 Meter Lagen schlug sie ebenfalls als Fünfte an, hier hatte sie etwas über eine Sekunde Rückstand auf die Medaillenränge. Ende des Jahres bei den Kurzbahnweltmeisterschaften 2022 in Melbourne konnte sich Horská auf den Einzelstrecken nicht für ein Finale qualifizieren. Die tschechische 4-mal-50-Meter-Lagenstaffel mit Simona Kubová, Kristýna Horská, Barbora Seemanová und Barbora Janíčková erreichte das Finale und schlug als Achte an.
2023 siegte Horská bei den tschechischen Landesmeisterschaften über 100 Meter Brust, 200 Meter Brust und 200 Meter Lagen. An den Weltmeisterschaften in Fukuoka nahm sie nicht teil. Ende des Jahres bei den Kurzbahneuropameisterschaften in Otopeni belegte die 4-mal-50-Meter-Lagenstaffel mit Janíčková, Horská, Daryna Nabojčenko und Seemanová den achten Platz. Über 200 Meter Brust siegte die Niederländerin Tes Schouten mit dreieinhalb Sekunden Vorsprung vor der Dänin Thea Blomsterberg. 0,09 Sekunden hinter der Dänin sicherte sich Horská die Bronzemedaille.
Im Februar 2024 bei den Weltmeisterschaften in Doha wurde Horská in 2:25,36 Minuten Sechste über 200 Meter Brust. Vier Monate später bei den Europameisterschaften in Belgrad verzichtete Horská trotz Finalqualifikation auf den Start im Endlauf über 100 Meter Brust. Über 200 Meter Brust siegte sie mit neuem Landesrekord von 2:23,60 Minuten und mit anderthalb Sekunden Vorsprung auf die zweitplatzierte Dänin Clara Rybak-Andersen. Bei den Olympischen Spielen in Paris erreichte sie das Halbfinale über 200 Meter Brust und schied dort als 15. aus.